# 海湾扇贝
海湾扇贝（学名：Argopecten irradians），是海扇蛤目海扇蛤科的一种，可食用。舊屬女王扇贝属，今屬海灣扇貝屬。原產於大西洋，現時分布地區已遠至韩国、中国大陆等地。

## 外观
成年海湾扇贝大小约为55到60毫米，壳为大致对称的扇形，放射肋大约13-22条，颜色多呈灰色、褐色或棕色，有时会有红色或橙色。

## 繁殖
海湾扇贝为雌雄同体，成年个体可产生雄性和雌性配子。由于雄性配子早于雌性配子排出，因此极少出现自我受精现象。出生一年左右达到成熟状态并产卵。海湾扇贝的生长期通常为12-16个月，最高可达26个月，绝大多数情况下，海湾扇贝的生命周期内只有一次产卵。在美国东部，产卵期通常为四月中旬至九月初，并且随不同亚种变化明显。在马萨诸塞州产卵期为六月到七月。一般而言，温度不低于20℃且有充足食物是产卵的必要条件。受精卵在水中浮游10-14天后，下沉并附着在海草上。

## 水產養殖
本物種過往曾用於支撐在美國東岸的大型漁業，但自1950年代以來，野生扇貝漁場已經大大下降。這種下降是明顯的幾個負面影響：當中之一是扇貝賴以在其上生活之海草（以大叶藻为主），由於海岸都市發展，造成水体富营养化，使海草無法生長，令扇貝失去可以產卵的地方。
另一個可能的因素是過度捕撈，令鯊魚數量減少。由於有多種鯊魚都以鳐总目物種為食，而這些鳐总目動物又以這些海灣扇貝為食，所以鯊魚數量減少，令魔鬼魚的生存空間增大，間接令海灣扇貝的數目大幅減少。
相比之下，大西洋扇貝（Placopecten magellanicus）正從過度捕撈後恢復過來，數量處於歷史高位。
在美國的佛羅里達州，本物種有在水產養殖場養殖。1981－1982年由中国科学院海洋研究所引进中国养殖，成為中國水產業的重要支柱。

## 亞種
本物種有五個亞種：

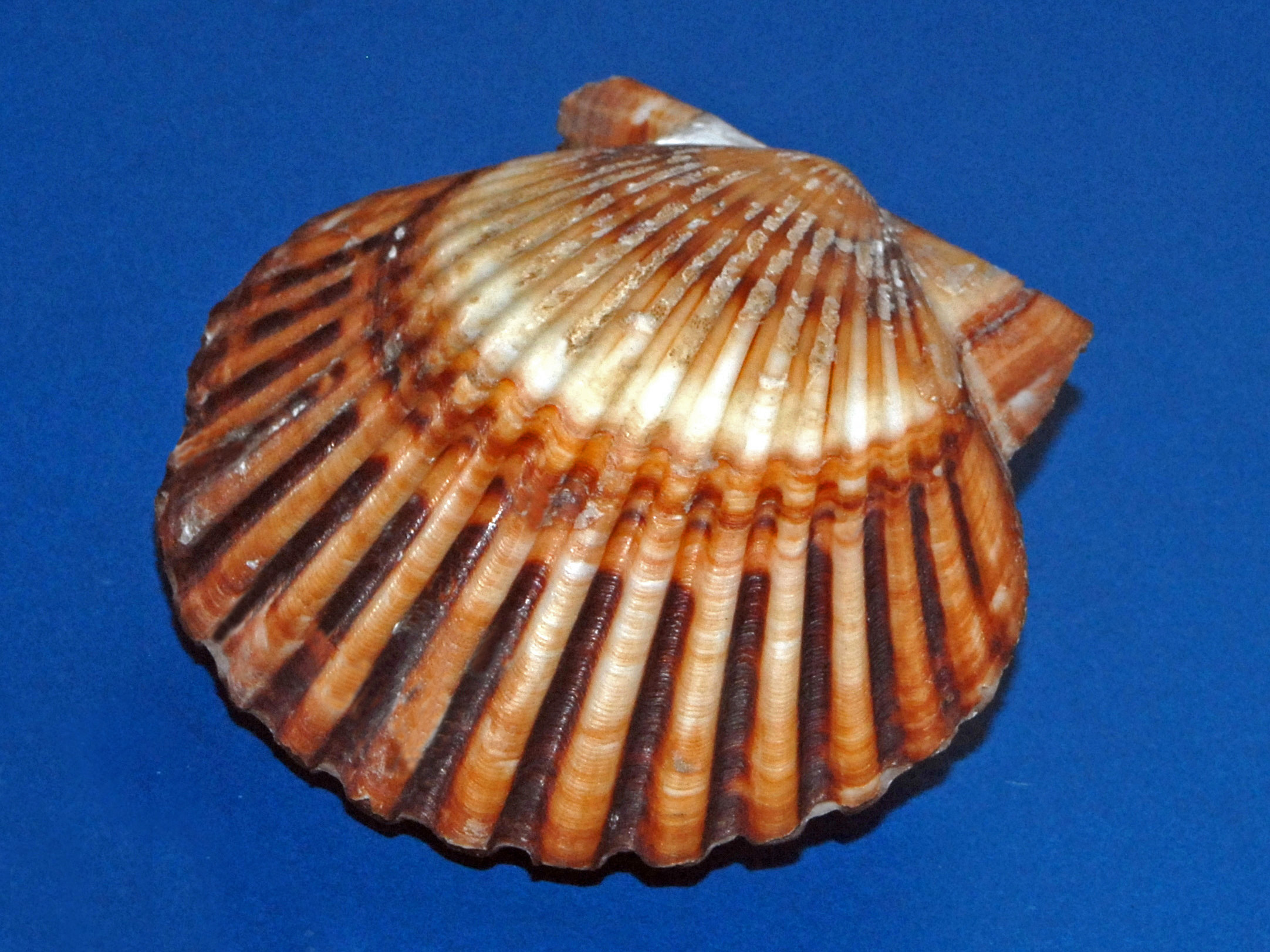
来自百慕大的海湾扇贝壳，陈列于米兰自然历史博物馆

- A. i. amplicostatus (Dall, 1898) [13]
- A. i. concentricus (Say, 1822)[9]
- A. i. irradians (Lamarck, 1819)[1][14]
- A. i. sablensis (Clarke, 1965)：化石物種。
- A. i. taylorae Petuch, 1987 - 南方海湾扇贝[15]

## 參看
- 扇貝